# Юзерш (кантон)
Юзе́рш (фр. Uzerche) — кантон во Франции, находится в регионе Лимузен, департамент Коррез. Входит в состав округа Тюль.
Код INSEE кантона — 1928. Всего в кантон Юзерш входят 9 коммун, из них главной коммуной является Юзерш.

## Коммуны кантона
| Коммуна          | Население, чел. (2007) | Почтовый индекс | Код INSEE |
| ---------------- | ---------------------- | --------------- | --------- |
| Конда-сюр-Ганаве | 657                    | 19140           | 19060     |
| Ламонжри         | 105                    | 19510           | 19104     |
| Масре            | 666                    | 19510           | 19129     |
| Мелар            | 529                    | 19510           | 19131     |
| Салон-ла-Тур     | 705                    | 19510           | 19250     |
| Сент-Ибар        | 650                    | 19140           | 19248     |
| Эйбюри           | 489                    | 19140           | 19079     |
| Эспартиньяк      | 367                    | 19140           | 19076     |
| Юзерш            | 3 195                  | 19140           | 19276     |

## Население
Население кантона на 2007 год составляло 7 363 человека.
| 1962  | 1968  | 1975  | 1982  | 1990  | 1999  | 2006  | 2007  |
| ----- | ----- | ----- | ----- | ----- | ----- | ----- | ----- |
| 8 402 | 8 869 | 8 106 | 7 729 | 7 078 | 7 095 | 7 342 | 7 363 |